# Pseudautomeris fimbridentata
Pseudautomeris fimbridentata är en fjärilsart som beskrevs av Paul Dognin 1916. Pseudautomeris fimbridentata ingår i släktet Pseudautomeris och familjen påfågelsspinnare. Inga underarter finns listade i Catalogue of Life.